# Zoltán Sárosy
Zoltán Sárosy (en húngaro: Sárosy Zoltán; Budapest, Imperio austrohúngaro, 23 de agosto de 1906-Toronto, Canadá, 19 de junio de 2017) fue un ajedrecista húngaro naturalizado canadiense.

## Biografía
Zoltán Sárosy nació el 23 de agosto de 1906 en Budapest, Imperio austrohúngaro (actual Hungría). Comenzó a jugar al ajedrez en parques públicos a la edad de 10 años. Continuó jugando en la escuela y mientras estudiaba comercio internacional en la Universidad de Viena. Se graduó en 1928 y regresó a Budapest, donde continuó su carrera como ajedrecista.
Ganó torneos de ajedrez en varias ciudades de Hungría, incluyendo Nagykanizsa (1929), Pécs (1932) y Budapest (1934). Fue campeón del Torneo de Candidatos a Maestro de Hungría en 1943. Durante la Segunda Guerra Mundial, el hecho de hablar tanto húngaro como alemán con fluidez, le sirvió para trabajar como intérprete y no lo enviaron al frente oriental, donde muchos perdieron la vida. Dejó atrás a su esposa y a su hija. Después de una estadía en la ciudad austríaca de Salzburgo, permaneció en un campo de refugiados en Alemania Federal, y posteriormente se trasladó a Francia en 1948, donde empató en un duelo con el campeón de Alsacia, Henri Sapin, en 1950. Cuando leyó en el periódico que Canadá estaba buscando inmigrantes, obtuvo en París todos los documentos necesarios y, el 27 de diciembre de 1950, llegó a Halifax, donde viajó en tren hasta Toronto. Después de trabajar como solador, se convirtió en vendedor de cosméticos importados, y luego de unos años, compró una tienda de conveniencia que funcionó hasta fines de 1970. Ya en Canadá, intentó reunirse con su esposa, pero ella se negó a emigrar al país norteamericano y se divorciaron. Posteriormente, se casó con Hella Mällo, una inmigrante estonia, que murió en 1998. Su hija del primer matrimonio lo visitó, pero no quiso quedarse en Canadá. En 1963, ganó el Campeonato de Toronto. Comenzó a jugar ajedrez por correspondencia y fue tres veces campeón canadiense de esta modalidad (1967, 1972 y 1981). En 1988, recibió el título de Maestro Internacional de ajedrez por correspondencia. En 2006, fue incluido en el Salón de la Fama del Ajedrez Canadiense. En 2011, a sus 105 años, era uno de los atletas en activo más longevos del mundo. Continuó jugando activamente hasta los 108 años de edad. El 23 de agosto de 2016, se convirtió en supercentenario. Era la persona viva más longeva conocida por motivos diferentes a la edad, el hombre húngaro más viejo de todos los tiempos y el segundo hombre canadiense más longevo de la historia. Se podría decir que jugó al ajedrez durante 100 años. Falleció el 19 de junio de 2017 en Toronto, a la edad de 110 años y 300 días.